# Château-Thierry
Château-Thierry è un comune francese di 15 226 abitanti situato nel dipartimento dell'Aisne della regione Alta Francia. È sito sulle rive della Marna.

## Società

### Evoluzione demografica
Abitanti censiti

## Storia della città
Inizialmente, nei primi anni della dinastia carolingia, il feudo fu assegnato alla famiglia Herbert. Il primo esponente fu proprio Herbert I di Champagne. La dinastia si protrasse senza sconvolgimenti sino a quando la regione fu posta sotto il controllo del Sacro Romano Impero, dall'imperatore Sigismondo. Da qui si susseguirono una lunga serie di Conti senza discendenza, poiché il controllo del feudo tornava nelle mani dell'imperatore alla morte del feudatario.
Nel 1814, durante la guerre napoleoniche, la città fu teatro di una battaglia fra l'esercito francese guidato da Napoleone e gli eserciti della coalizione antifrancese e lo scontro vide la vittoria dei francesi.

## Amministrazione

### Gemellaggi

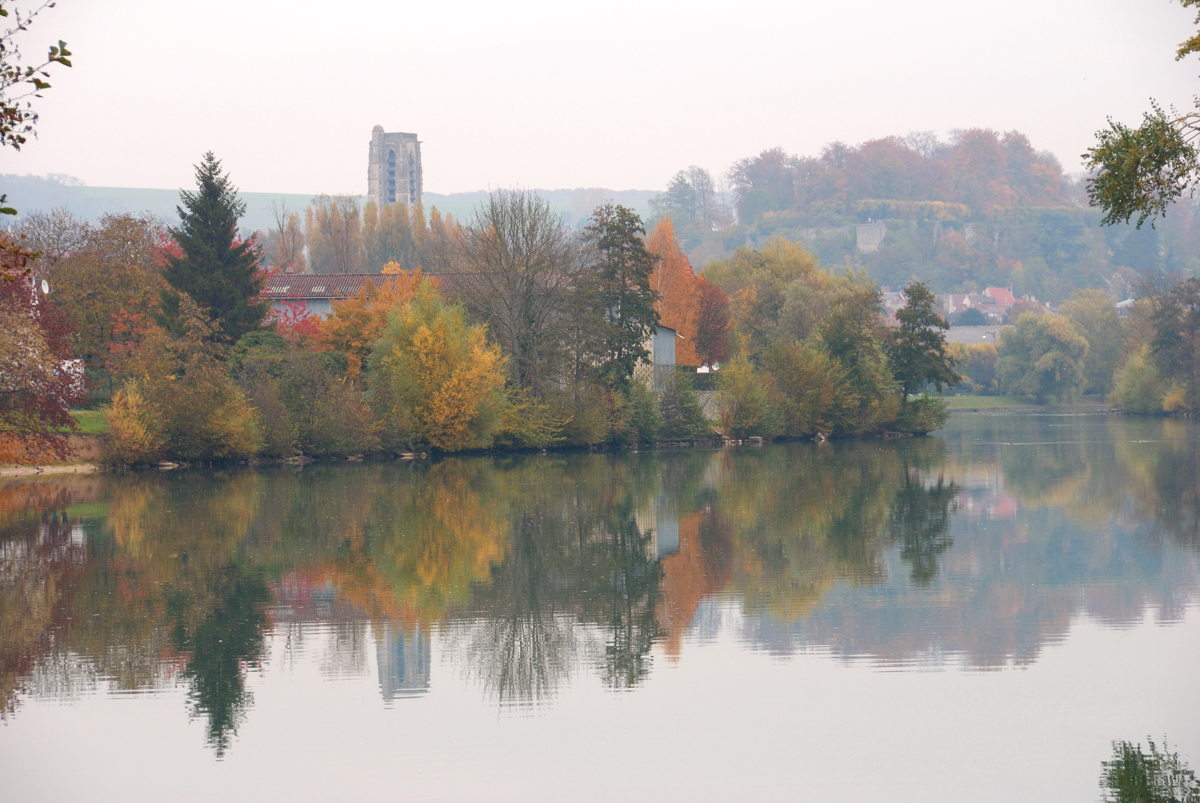
La Marna a Château-Thierry

- Mosbach
- Pößneck
- Cisnădie

## Galleria d'immagini

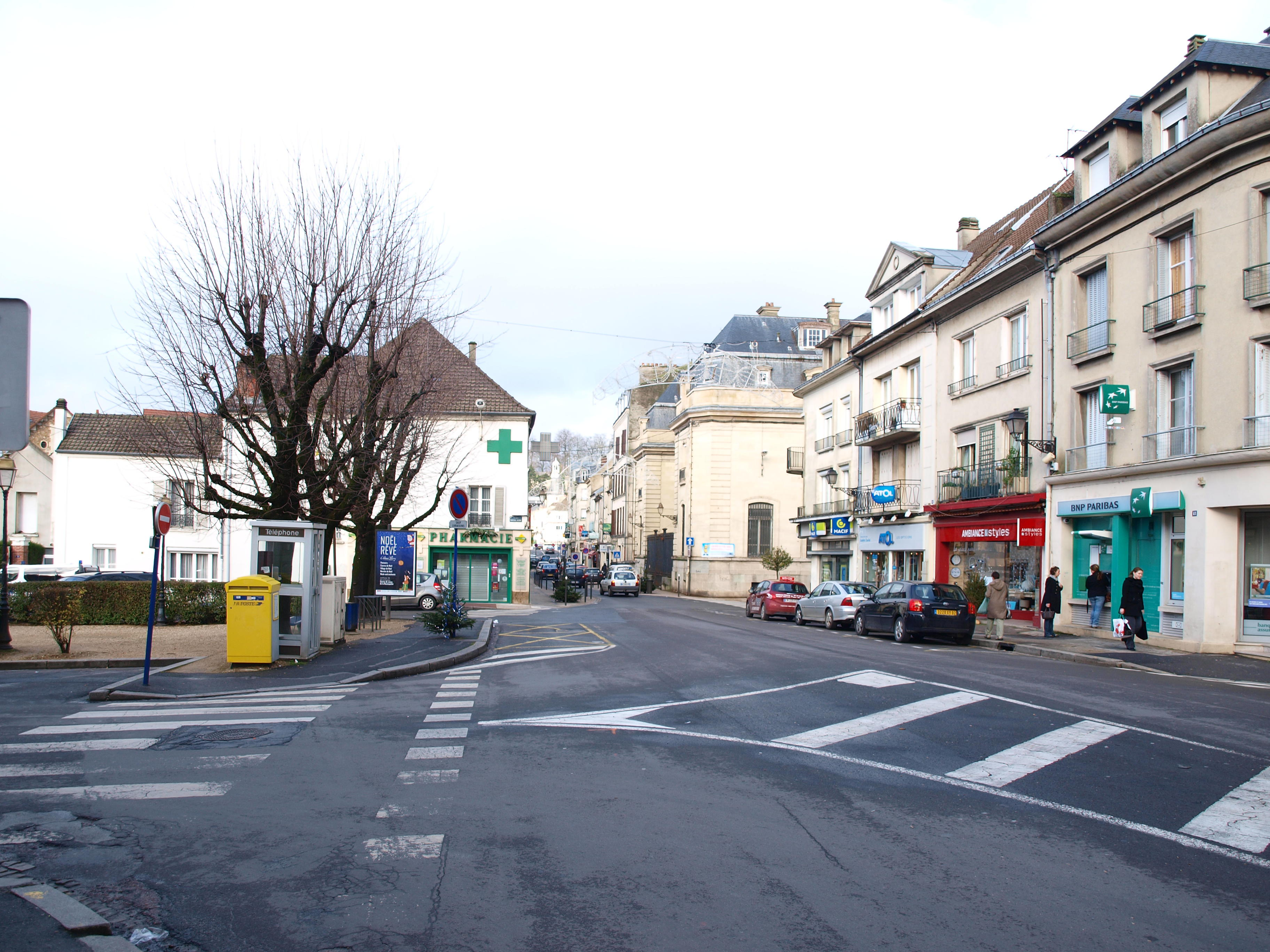
Rue Carnot
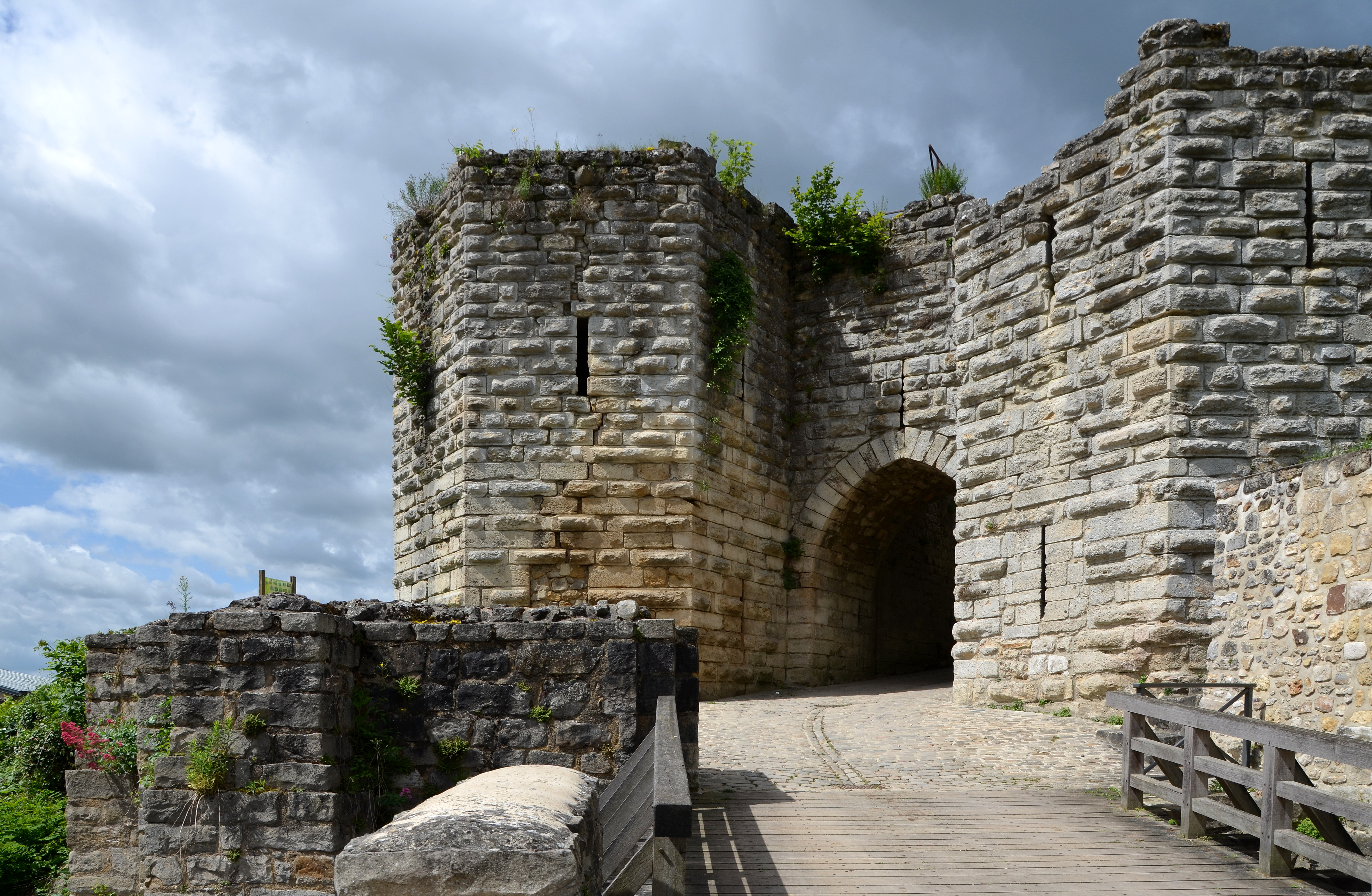
Porta St-Jean
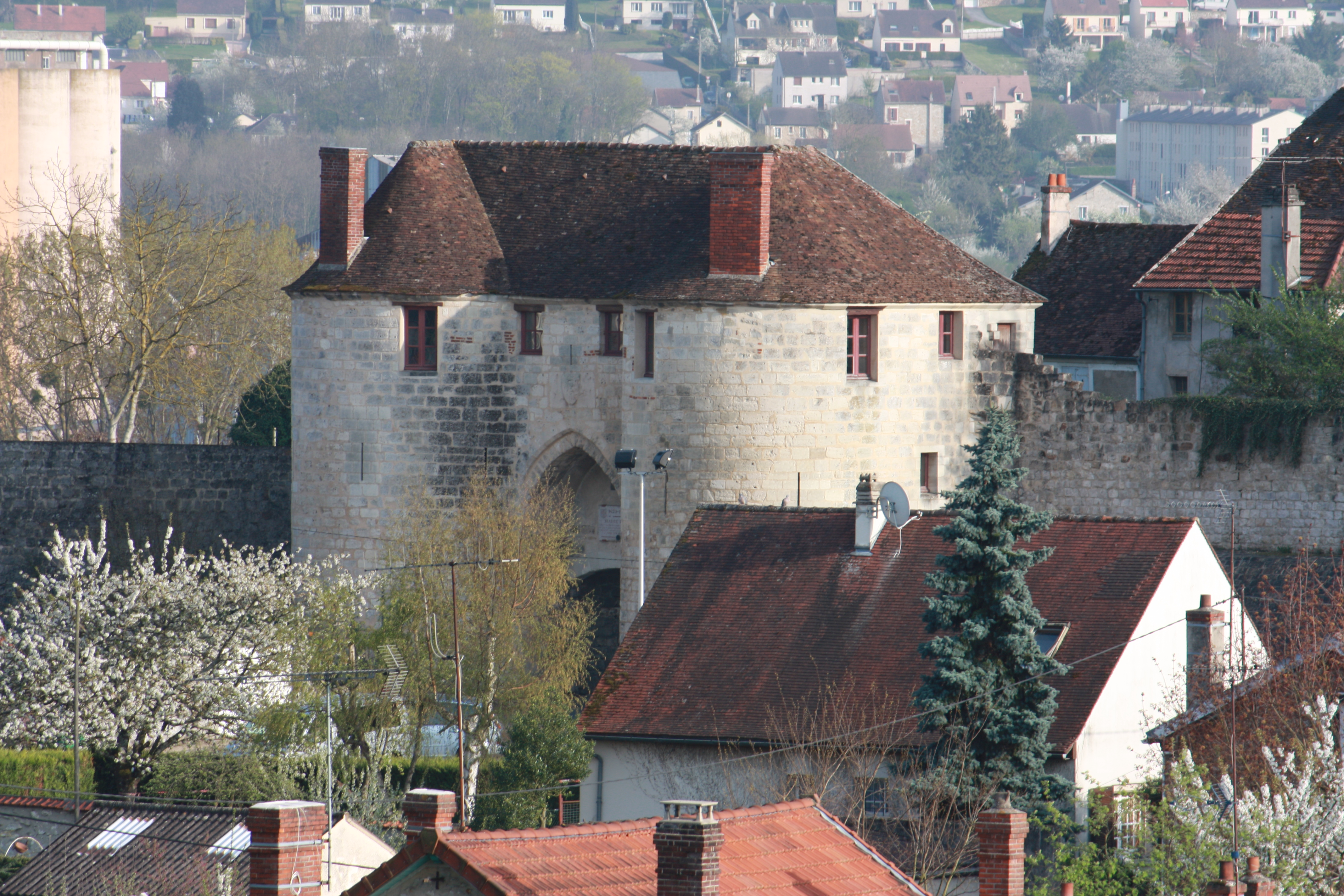
Porta San Pietro
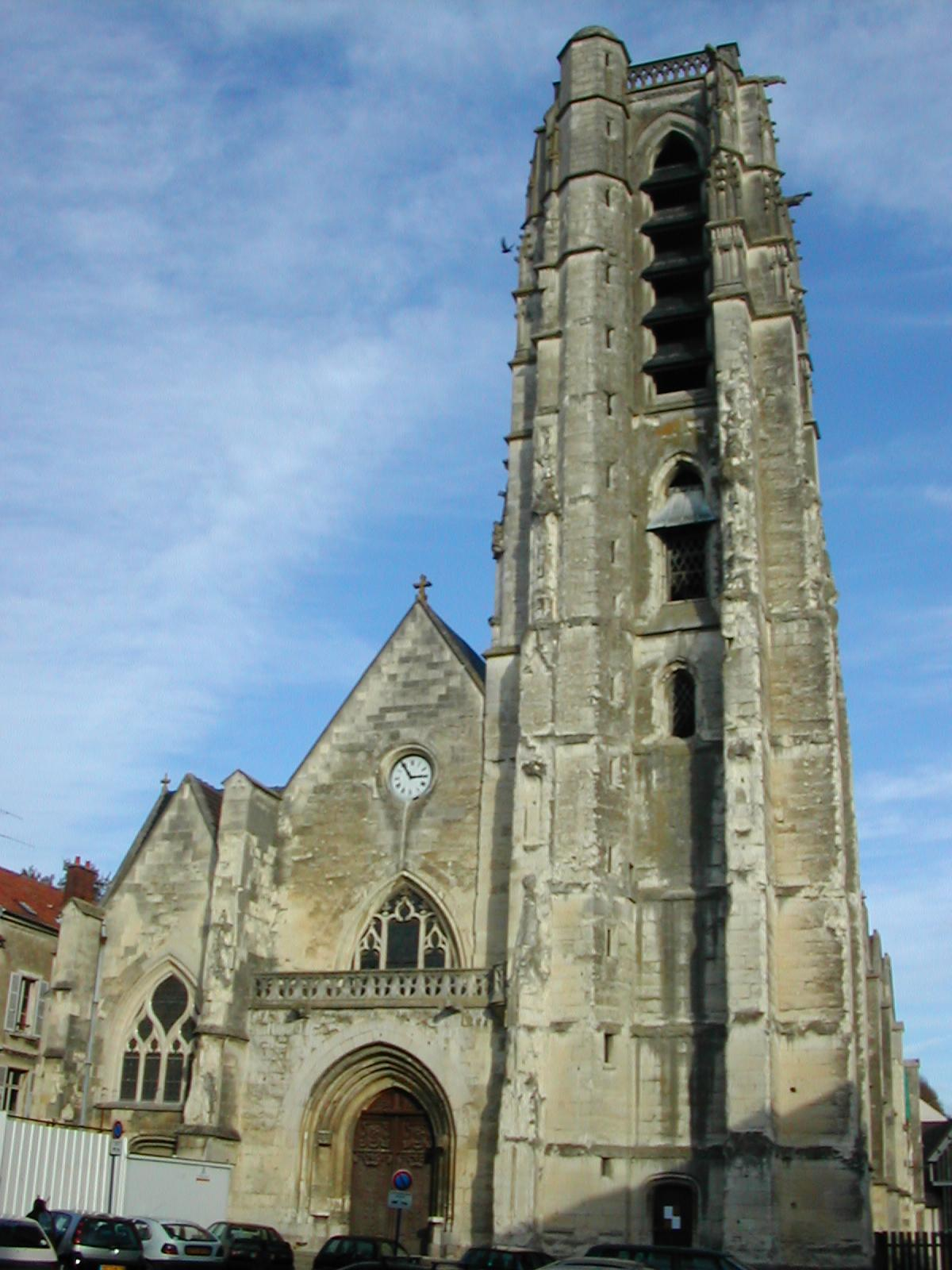
Chiesa di San Crispino
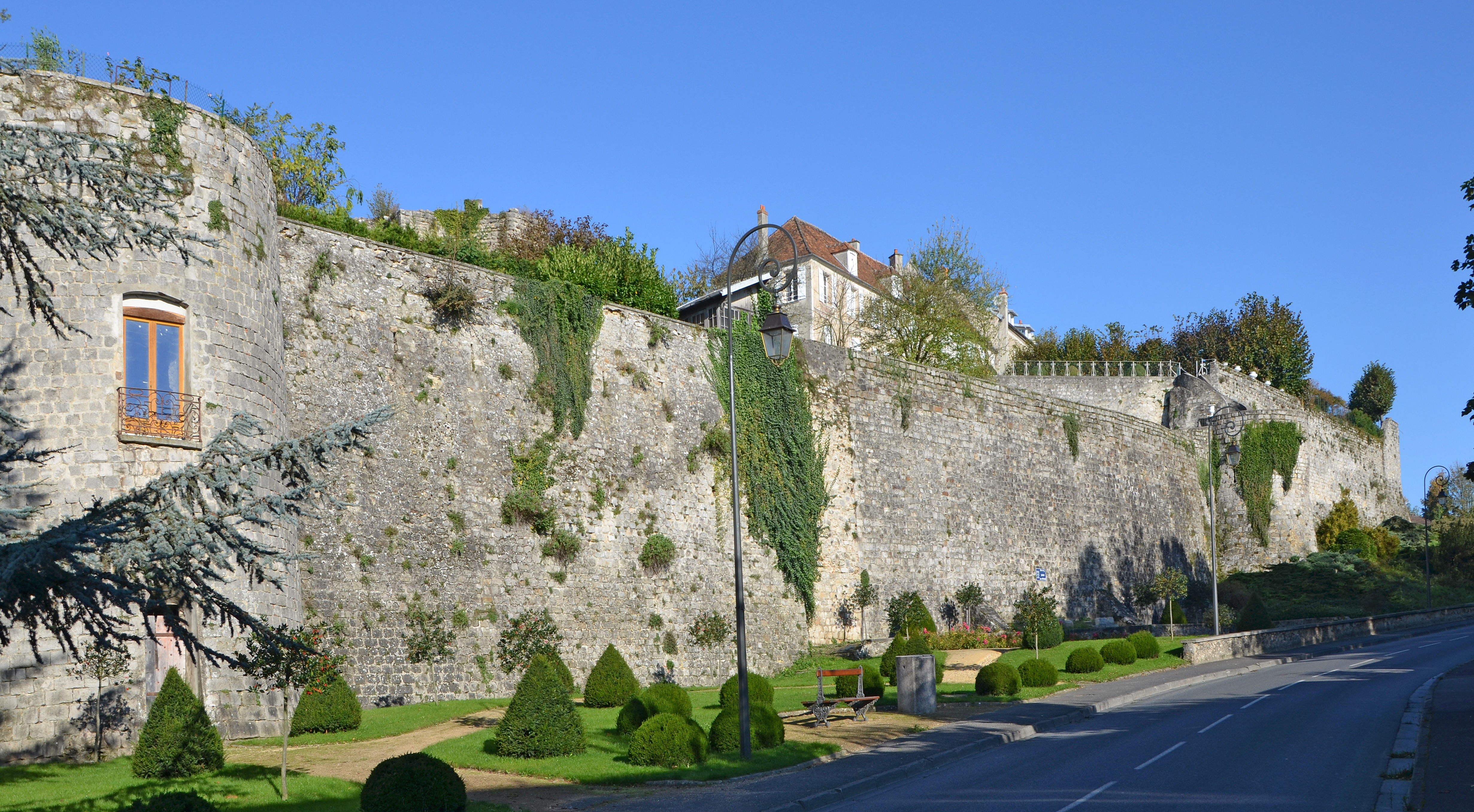
Antichi bastioni
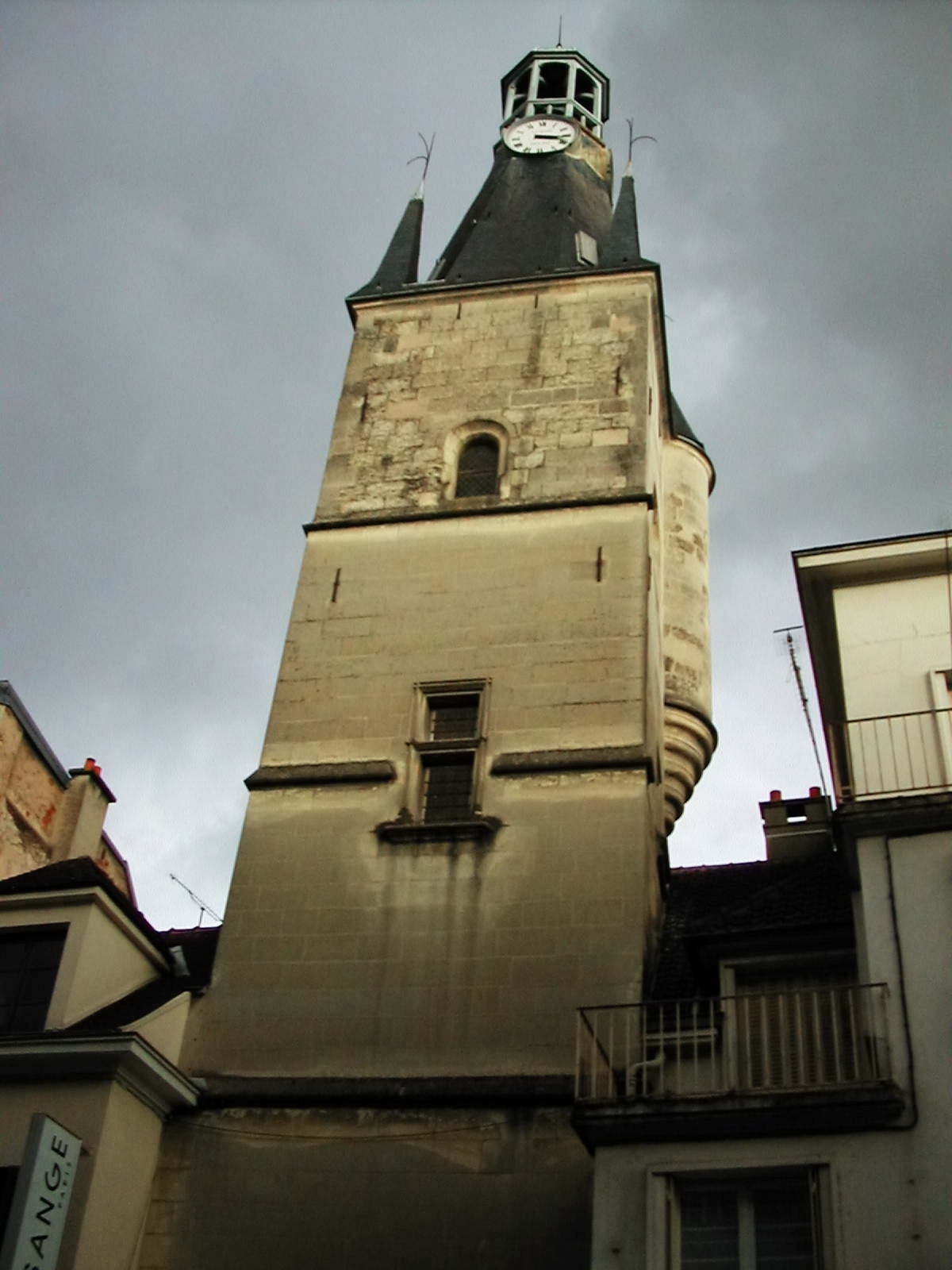
La torre Balhan